# Dexia vittata
Dexia vittata là một loài ruồi trong họ Tachinidae.